# Kōji Gushiken
Kōji Gushiken (具志堅 幸司, Gushiken Kōji), né le 12 novembre 1956 est un gymnaste et entraîneur japonais. Il est notamment l’entraîneur de Kōhei Uchimura.

## Palmarès

### Jeux olympiques
- Los Angeles 1984
  -  médaille d'or au concours général individuel
  -  médaille d'or aux anneaux
  -  médaille d'argent au saut de cheval
  -  médaille de bronze à la barre fixe
  -  médaille de bronze par équipes

### Championnats du monde
- Fort Worth 1979
  -  médaille d'argent par équipes
  -  médaille de bronze au cheval d'arçons

- Moscou 1981
  -  médaille d'argent par équipes
  -  médaille de bronze au concours général individuel
  -  médaille de bronze au sol
  -  médaille d'or aux barres parallèles

- Budapest 1983
  -  médaille de bronze par équipes
  -  médaille d'argent au concours général individuel
  -  médaille d'or aux anneaux

- Montréal 1985
  -  médaille de bronze aux barres parallèles